# Arnold Agatz

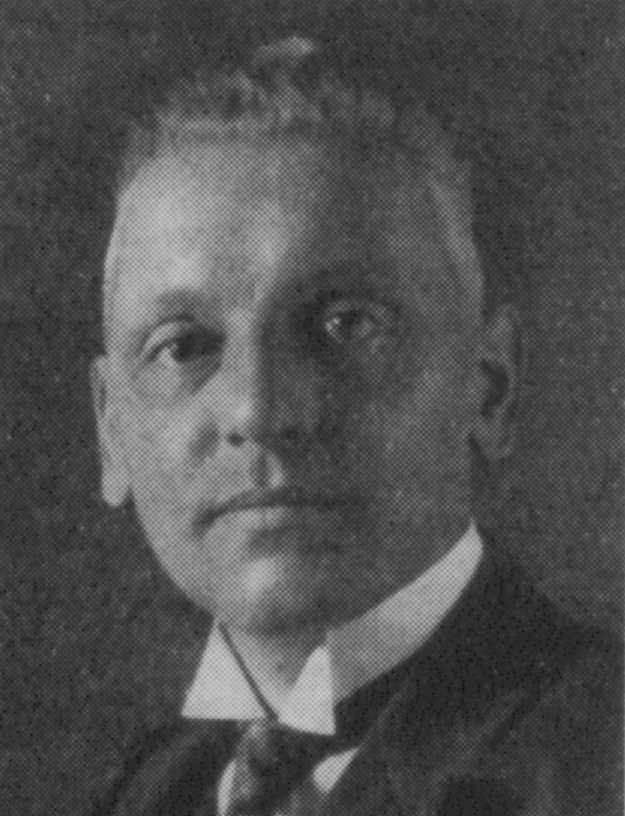
Arnold Agatz

Eduard Ernst Georg Arnold Agatz (* 23. August 1891 in Hannover; † 27. März 1980 in Bremen) war ein deutscher Bauingenieur für Hafenbau, Grundbau und Hafenbaudirektor in Bremen. Er war Mitglied vieler Fachgremien und galt als einer der führenden deutschen Ingenieure im Hafenbau. 

## Biografie
Agatz studierte ab 1911 Bauingenieurwesen an der Technischen Hochschule Hannover. Während seines Studiums wurde er Mitglied beim Verein Deutscher Studenten Hannover. Im Ersten Weltkrieg diente er als Soldat. Noch im Oktober 1913 leistete er als Einjährig-Freiwilliger seinen Wehrdienst und war ab 1914 als Unteroffizier der Reserve und ab 1915 als Leutnant in einem Pionierbataillon, wo er einen Scheinwerferzug kommandierte. Er erhielt das Eiserne Kreuz 1. und 2. Klasse. Deshalb schloss er sein Studium erst im November 1918 mit dem Diplom ab und wurde danach als Privatassistent bei Otto Franzius an der Hochschule tätig. 1919 promovierte er zum Dr.-Ing. und war Januar bis September 1919 Assistent des Direktors Wilhelm Reisner an der städtischen Fischereidirektion in Bremerhaven. Ab Oktober 1919 war er Streckenleiter beim Bau der Berliner U-Bahn für Siemens und später die Siemens-Bauunion und Mai 1920 bis April 1922 Oberbauleiter beim Bau der Doppelschleuse in Geestemünde. Ab Dezember 1922 war er Baurat beim Hafenbauamt in Bremen. Hier war er ab 1923 aktiv bei der Verstärkung der Columbuskaje und dem Bau der Nordschleuse (1927–1931) und der Verlängerung des Kaiser-Docks II in Bremerhaven.
1928 habilitierte er sich in Hannover und wurde Privatdozent für wirtschaftliche Durchführung von Wasserbauten an der Technischen Hochschule Hannover. 1929 war er ein Jahr Lehrstuhlvertreter für Otto Franzius in Hannover. 1930 wurde er Hafenbaudirektor in Bremerhaven, was er bis zu seiner Einberufung zu Kriegsbeginn blieb. 1931 erfolgte seine Berufung zum ordentlichen Professor für Wasser- und Grundbau an der Technischen Hochschule Berlin und als Direktor des Wasserbauinstitutes. 1933 bis 1939 war er Dekan der Fakultät II für Bauwesen der TU Berlin. 1954 wurde er emeritiert, war jedoch bereits ab 1945 als Hafenbaudirektor in Bremen tätig.
1936 eröffnete er das Ingenieurbüro Agatz und Bock in Berlin und Köln. 1938 bis 1940 war er mit seinem Ingenieurbüro als Berater der Siamesischen Regierung am Bau des Hafens von Bangkok beteiligt, was er nach dem Krieg fortsetzte. Im Zweiten Weltkrieg war er im Rahmen der Tätigkeit seines Ingenieurbüros für die Kriegsmarine tätig und als Reserveoffizier der Kriegsmarine unabkömmlich gestellt. Er war einer der leitenden Ingenieure (Bauleitung hatte Erich Lackner aus seinem Ingenieurbüro) beim von KZ-Häftlingen ausgeführten Bau des großen U-Boot-Bunkers Valentin bei Bremen. Er leitete auch den Bau großer Trockendocks der Kriegsmarine in Wilhelmshaven und bei Bremen.
1945 bis 1970 führte er das Ingenieurbüro Prof. Dr. Agatz in Bremen. 1945 bis 1947 arbeitete er in leitender Funktion für die US Army an der Wiederherstellung der Häfen in Bremen und Bremerhaven. Agatz war von 1947 bis 1953 Präsident der Hafenbauverwaltung in Bremen. 1954 ging er in den Ruhestand. Nach seiner Pensionierung war Agatz in Bremen Berater für den Senator für Häfen, Schifffahrt und Verkehr. 1970 war er Sonderbeauftragter des Senats beim Bau des Container-Terminals Bremerhaven
Das Ingenieurbüro Prof. Dr. Agatz in Bremen wurde 1971 zum Büro Dr. Lackner, Dr. Kranz und Barth bzw. Prof. Lackner und Partner und ging 2001/2003 in die Inros Lackner AG auf. Erich Lackner war bereits ab 1937 bei Agatz tätig.
1934 bis 1964 war Agatz Vorstand der Hafenbautechnischen Gesellschaft und war einer der Gründer der DGGT. 1958 bis 1966 leitete er den Küstenausschuss Nord- und Ostsee. Er gehörte auch dem Verein Deutscher Ingenieure (VDI) mit der Mitgliedsnummer 20187 an.
1951 wurde er Ehrendoktor der TH Hannover und 1958 Ehrensenator der TU Berlin. 1961 erhielt er das Große Verdienstkreuz des Verdienstordens der Bundesrepublik Deutschland und 1962 den Goldenen Ehrenring des Deutschen Museums. 1954 wurde er Mitglied der Deutschen Akademie für Städtebau und Landesplanung.

## Werke
Agatz und sein Büro konzipierten unter anderem folgende Maßnahmen:
- Häfen und Hafenerweiterungen: u. a. Seeschleuse (auch IV. Einfahrt) Wilhelmshaven (1936), Bangkok (1937), Kandla im Golf von Kachchh in Indien (um 1946), zur Hafenerweiterung in Kiel (ab 1960), Ölhafen Hamburg-Waltershof (1960), Marinehafen Eckernförde (ab 1960), Cuxhaven (ab 1962), Mogadischu in Somalia (1962), Tiefwasserhafen Lomé (Togo, 1960 bis 1967), Erzhafen Bremerhaven (ab 1962), Klöckneranleger in Bremen, Brunsbüttelkoog (1963), Vlissingen (1967),
- Brücken: u. a. die damals größte Massivbogenbrücke in Europa, die Teufelstalbrücke bei Jena (1938)
- Marinebauwerke und Bunkeranlagen: u. a. in Deutschland, Norwegen und Frankreich (1937–1944) sowie den U-Boot-Bunker Valentin in Bremen
- Bewässerungsprojekt Ganges/Kobadak im Satkhira-Distrikt in Bangladesch
- Wasserstraßenplan für Nordrhein-Westfalen (ab 1967)
- Schiffswerften in Ferrol in Nordspanien (1967), in Karatschi und in Bremen für die Vulkanwerft (Erweiterung ab 1969)

## Schriften
- Der Kampf des Ingenieurs gegen Erde und Wasser im Grundbau. Springer-Verlag, Berlin 1936.
- mit Erich Lackner Erfahrungen mit Grundbauwerken. Springer-Verlag, Berlin 1976.
- mit Lackner Spundwandbauwerke, in Schleicher (Herausgeber) Taschenbuch für Bauingenieure, Springer Verlag, Band 2, 1955, S. 116–141